# Arcadia Lakes
Arcadia Lakes é uma cidade  localizada no estado norte-americano de Carolina do Sul, no Condado de Richland.

## Demografia
Segundo o censo norte-americano de 2000, a sua população era de 882 habitantes. 
Em 2006, foi estimada uma população de 828, um decréscimo de 54 (-6.1%).

## Geografia
De acordo com o United States Census Bureau tem uma área de 
1,7 km², dos quais 1,4 km² cobertos por terra e 0,3 km² cobertos por água.

## Localidades na vizinhança
O diagrama seguinte representa as localidades num raio de 16 km ao redor de Arcadia Lakes. 